# Songs of Leonard Cohen
Songs of Leonard Cohen je prvi album kanadskog pjevača Leonarda Cohena objavljen 1967. Pošto je ploča objavljena između Božića i Nove godine, ponekad se pogrešno navodi 1968. kao godina izdanja.
Pjesma "Suzanne" govori o supruzi jednog bliskog Cohenovog prijatelja i jedna je od Cohenovih pjesama koja je doživjela najviše obrada. Inačicu pjesme otpjevala Judy Collins još 1966. - dakle prije nego što ju je sam Cohen snimio.
Pjesma "Sisters of Mercy" bila je inspiracija nazivu sastava The Sisters of Mercy. Isti sastav koristio je stih iz pjesme "Teachers" za naziv svog kompilacijskog albuma Some Girls Wander By Mistake (1992).
Na remastered izdanju objavljenom 2007. su još dvije bonus pjesme.

## Popis pjesama
1. "Suzanne" - 3:47
2. "Master Song" - 5:54
3. "Winter Lady" - 2:16
4. "The Stranger Song" - 4:59
5. "Sisters of Mercy" - 3:32
6. "So Long, Marianne" - 3:37
7. "Hey, That's No Way to Say Goodbye" - 2:54
8. "Stories of the Street" - 4:34
9. "Teachers" - 3:00
10. "One of Us Cannot Be Wrong" - 4:24
Bonus pjesma (objavljena 2007.)
11. "Store Room"
12. "Blessed Is the Memory"